# واسكيتا كاريا
بي تي واسكيتا كاريا (بيرسيرو) Tbk ، التي يتم تداولها باسم واسكيتا كاريا ، هي شركة إنشاءات إندونيسية مملوكة للدولة وتقع في كاوانج ، جاكرتا . كان ذلك نتيجة تأميم 1 يناير 1961 لشركة فولكر انيمينجماتشابيج ان في ، الفرع الإندونيسي لما سيصبح فولكر ويسيلز . واسكيتا الشركة المتخصصة في عقود البناء التجارية والسكنية.